# セイキチョウ
セイキチョウ（学名：Uraeginthus bengalus）は、スズメ目カエデチョウ科に分類される鳥類の一種。

## 分布
アフリカの中央部から東部。

## 形態
全長12.5-13cm、体重8.9–11g。
雄成鳥は顔から胸、脇、尾にかけてがトルコ石のような鮮やかな青色で、頬は赤色。額から頭頂部、後頭部、背中、翼にかけては淡い灰褐色、腹はベージュ色である。雌や若い雄には、頬の赤い模様がない。

## 生態
人家周辺や乾燥した草地、サバンナなどに生息し、食性は種子食である。
樹上や茂みの中などに、球状で側面に入口のある巣を枯れ草などで作る。卵は白色で、一回に4-5個産む。
求愛の際にはさえずりながら足を高速でステップする。